# Annegret Richter
Annegret Richter (panieńskie nazwisko Irrgang, ur. 13 października 1950 w Dortmundzie) – niemiecka (RFN) lekkoatletka, sprinterka, wielokrotna medalistka olimpijska.
Richter była czołową sprinterką lat 70. XX wieku. Największe sukcesy odniosła na igrzyskach w Montrealu, kiedy to zwyciężyła na prestiżowym dystansie 100 metrów oraz była druga na 200 m oraz w sztafecie. Cztery lata wcześniej znalazła się wśród zwyciężczyń biegu sztafetowego. Była medalistką mistrzostw Europy (1971 i 1974).
25 lipca 1976 pobiła rekord świata pokonując dystans 100 metrów w czasie 11.01 s.

## Starty olimpijskie (medale)
Monachium 1972
- 4 × 100 m – złoto

Montreal 1976
- 100 m – złoto
- 4 × 100 m, 200 m – srebro